# Адміністративний устрій Кривоозерського району
Адміністративний устрій Кривоозерського району — адміністративно-територіальний поділ Кривоозерського району Миколаївської області на 1 селищну та 15 сільських рад, які об'єднують 27 населених пунктів та підпорядковані Кривоозерській районній раді. Адміністративний центр — смт Криве Озеро.

## Список радКривоозерського району
| №  | Назва                            | Центр                | Населені пункти                                                            | Площа км² | Місце за площею | Населення (2001), чол. | Місце за населенням | Розташування |
| -- | -------------------------------- | -------------------- | -------------------------------------------------------------------------- | --------- | --------------- | ---------------------- | ------------------- | ------------ |
| 1  | Кривоозерська селищна рада       | смт Криве Озеро      | смт Криве Озеро                                                            |           |                 |                        |                     |              |
| 2  | Багачівська сільська рада        | с. Багачівка         | с. Багачівка с-ще Климівка с. Мала Багачівка с. Миколаївка                 |           |                 |                        |                     |              |
| 3  | Берізківська сільська рада       | с. Берізки           | с. Берізки                                                                 |           |                 |                        |                     |              |
| 4  | Бурилівська сільська рада        | c. Бурилове          | c. Бурилове                                                                |           |                 |                        |                     |              |
| 5  | Великомечетнянська сільська рада | c. Велика Мечетня    | c. Велика Мечетня с-ще Іванівка с-ще Купріянівка с. Тернувате с. Токарівка |           |                 |                        |                     |              |
| 6  | Красненьківська сільська рада    | c. Красненьке        | c. Красненьке                                                              |           |                 |                        |                     |              |
| 7  | Кривоозерська сільська рада      | c. Криве Озеро Друге | c. Криве Озеро Друге с-ще Червоний Орач                                    |           |                 |                        |                     |              |
| 8  | Куряче-Лозівська сільська рада   | c. Курячі Лози       | c. Курячі Лози                                                             |           |                 |                        |                     |              |
| 9  | Ленінська сільська рада          | c. Леніне            | c. Леніне                                                                  |           |                 |                        |                     |              |
| 10 | Луканівська сільська рада        | c. Луканівка         | c. Луканівка                                                               |           |                 |                        |                     |              |
| 11 | Мазурівська сільська рада        | c. Мазурове          | c. Мазурове с. Михалкове                                                   |           |                 |                        |                     |              |
| 12 | Маломечетнянська сільська рада   | c. Мала Мечетня      | c. Мала Мечетня                                                            |           |                 |                        |                     |              |
| 13 | Ониськівська сільська рада       | c. Ониськове         | c. Ониськове с. Голоскове                                                  |           |                 |                        |                     |              |
| 14 | Очеретнянська сільська рада      | c. Очеретня          | c. Очеретня                                                                |           |                 |                        |                     |              |
| 15 | Секретарська сільська рада       | c. Секретарка        | c. Секретарка                                                              |           |                 |                        |                     |              |
| 16 | Тридубівська сільська рада       | c. Тридуби           | c. Тридуби с. Сорочинка                                                    |           |                 |                        |                     |              |

* Примітки: м. — місто, с-ще — селище, смт — селище міського типу, с. — село